# Conrad Heinrich Fuchs

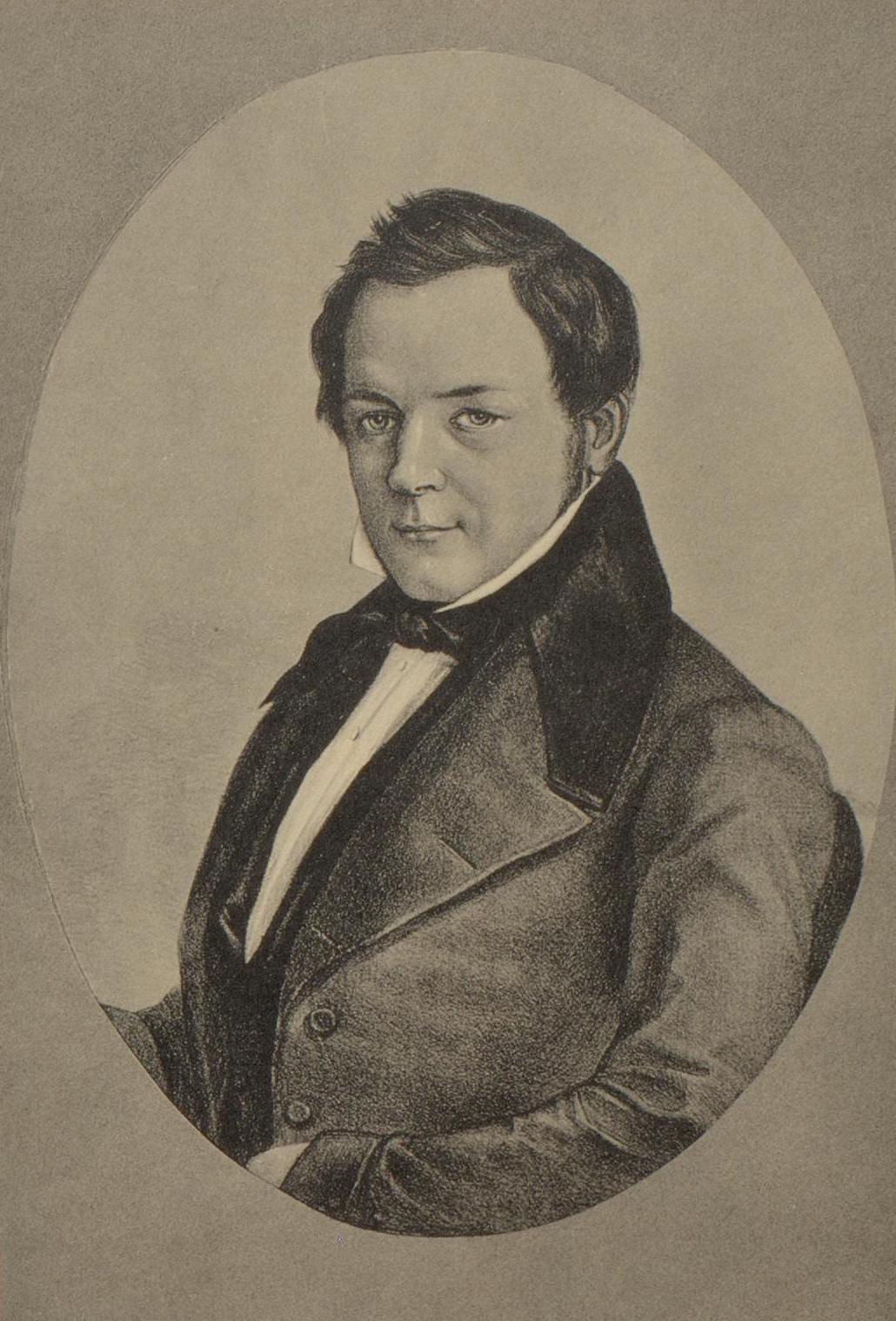
Conrad Heinrich Fuchs, Lithographie von Carl Rohde

Conrad Heinrich Fuchs oder Konrad Heinrich Fuchs (* 7. Dezember 1803 in Bamberg; † 2. Dezember 1855 in Göttingen) war ein deutscher Internist mit dermatologischen und neurologischen Interessen sowie historischer Pathologe und Hochschullehrer.

## Leben
Fuchs studierte an der Julius-Maximilians-Universität Medizin und wurde 1821 Mitglied des Corps Bavaria Würzburg. Von 1825 bis 1829 war er Assistenzarzt bei Johann Lukas Schönlein am Juliusspital, der damaligen Universitätsklinik Würzburgs. Für die weitere Ausbildung besuchte er Kliniken in Frankreich und Oberitalien. Seit 1831 habilitierter Privatdozent an der Universität Würzburg, wo er unter anderem auch Vorlesungen über Kinderkrankheiten und Hautkrankheiten hielt, wurde er 1831 Extraordinarius und 1836 Ordinarius für Pathologie und Leiter der Poliklinik. Ab 1831 unterrichtete er auch medizinhistorische Themen (Geographische Nosologie und Geschichte der Seuchen). Fuchs gilt gemäß Robert Herrlinger als einer der ersten Vertreter einer „historischen Pathologie“. Als ihm 1838 die Professur für Pathologie entzogen und die für Arzneimittellehre übertragen wurde, wechselte er als Nachfolger des Ophthalmologen Karl Himly an die Georg-August-Universität Göttingen im Königreich Hannover. Dort leitete er anfangs neben Johann Wilhelm Heinrich Conradi, seit 1843 allein die medizinische Klinik. 1843 wurde er zum ordentlichen Mitglied der Göttinger Akademie der Wissenschaften gewählt. Er lehnte mehrere Rufe an andere Universitäten ab. Für die akademischen Jahre 1848/49 und 1852/53 wurde er zum Prorektor gewählt. Er vertrat die naturgeschichtliche Medizin und begründete die pathologisch-anatomische Sammlung der Universität Göttingen. Hochgeehrt starb Fuchs kurz vor seinem 52. Geburtstag in Folge von Herzverfettung.

## Verwechslung
Im Herbst 2013 wurde an der Universität Göttingen eine Verwechslung aufgedeckt: Die zu diesem Zeitpunkt über 150 Jahre alten Gehirnpräparate des Mathematikers Carl Friedrich Gauß und des Göttinger Mediziners Fuchs sind – wahrscheinlich schon bald nach der Entnahme – vertauscht worden. Beide Präparate wurden in der Anatomischen Sammlung der Göttinger Universitätsklinik in Gläsern mit Formaldehyd aufbewahrt. Das Originalgehirn von Gauß befand sich im Glas mit der Aufschrift „C. H. Fuchs“, und das Fuchs-Gehirn war etikettiert mit „C. F. Gauss“. Damit sind auch die bisherigen Untersuchungsergebnisse über das Gehirn von Gauß obsolet. Die Wissenschaftlerin Renate Schweizer befasste sich wegen der vom vermeintlichen Gehirn von Gauß angefertigten MRT-Bilder, die eine seltene Zweiteilung der Zentralfurche zeigten, erneut mit den Präparaten und entdeckte, dass diese Auffälligkeit in Zeichnungen, die kurz nach Gauß Tod erstellt wurden, fehlte.

## Ehrungen
- Hofrat der Krone Hannover
- Guelphen-Orden

## Schriften (Auswahl)
- Historische Untersuchungen über Angina maligna und ihr Verhältniß zu Scharlach und Croup. Medizinische Dissertation. Etlinger, Würzburg 1828. (Digitalisat)
- Dissertatio academica de lepra Arabum, in maris Mediterranei littore septentrionali observata. Habilitation,. Bauer, Würzburg 1831. (Digitalisat)
- Ueber die Sterblichkeit der Stadt Würzburg vom 1ten Juli 1819 bis zum 30ten Juli 1829. In: Zeitschrift für Staatsarzneikunde. Band 25, 1833, S. 368–403.
- Das heilige Feuer im Mittelalter. Ein Beitrag zur Geschichte der Epidemieen. In: J. F. C. Hecker (Hrsg.): Wissenschaftliche Annalen der gesammten Heilkunde (= Heckers Annalen. Band 28). Berlin, (Januar) 1834, S. 1–81.
- Ueber den Einfluß der verschiedenen Gewerbe auf den Gesundheitszustand und die Mortalität der Künstler und Handwerker in den Blüthejahren nach den Tabellen des Instituts für kranke Gesellen zu Würzburg 1786–1834. Ein Beitrag zur medicinischen Statistik. In: Wissenschaftliche Annalen der gesammten Heilkunde. Band 32, 1825, S. 385–419 (= Neue wissenschaftliche Annalen. 2).
- Die krankhaften Veränderungen der Haut und ihrer Anhänge, in nosologischer und therapeutischer Beziehung dargestellt. 3 Bände. Dieterich’sche Buchhandlung, Göttingen 1840–1841. (Digitalisat Band 1), (Band 2), (Band 3)
- Beobachtungen und Bemerkungen über Gehirnerweichung. Weygand’sche Verlags-Buchhandlung (L. Gebhardt), Leipzig 1838.
- Atlas der Hautkrankheiten. Leiden 1842.
- Die ältesten Schriftsteller über die Lustseuche in Deutschland von 1495 bis 1510, nebst mehreren Anecdotis späterer Zeit, gesammelt und mit literarhistorischen Notizen und einer kurzen Darstellung der epidemischen Syphilis in Deutschland versehen. Göttingen 1843 (Digitalisat).
- Lehrbuch der speciellen Nosologie und Therapie. In 2 Bänden (4 Bücher). Dieterichsche Buchhandlung, Göttingen 1845–1848. (Digitalisat Band 1), (Band 2,1), (Band 2,2), (Band 2,3)